# كيمياء الوفاة
كيمياء الوفاة أو كيمياء ما بعد الوفاة هو فرع من فروع الكيمياء يعنى بالبنية الكيميائية والتفاعلات والعمليات والمعلميات المتعلقة بالمتعضية الميتة. كيمياء الوفاة تعمل دور ذو أهمية في الطب الشرعي.

## اقرأ أيضًا
- فترة ما بعد الوفاة